# (74261) 1998 SO84
(74261) 1998 SO84 – planetoida z pasa głównego asteroid okrążająca Słońce w ciągu 3,6 lat w średniej odległości 2,35 j.a. Odkryta 26 września 1998 roku.